# 中国共产党湖北省纪律检查委员会
中国共产党湖北省纪律检查委员会（简称湖北省纪委）履行中国共产党的纪律检查职能，对省委和中央纪委全面负责。它与湖北省监察委员会合署办公。

## 历史沿革
根据中共中央《关于成立中央及地方各级党的纪律检查委员会的决定》，经过中共中央华中局批准，1949年12月正式组成中国共产党湖北省委员会纪律检查委员会（省纪委），与中国共产党湖北省委员会组织部合署办公。1950年9月，设置独立办事机构。1955年6月，改称中国共产党湖北省监察委员会。1960年4月，改称中国共产党湖北省委员会监察委员会（省委监委）。
1966年文化大革命开始后，省委监委的工作陷入瘫痪。1972年10月，恢复中国共产党湖北省委员会组织部，下设监察处，行使部分中国共产党纪律检查职能。1977年11月，经过中国共产党湖北省第三届委员会第十二次全体会议选举，恢复中国共产党湖北省委员会纪律检查委员会。1983年12月，中国共产党湖北省第四次代表大会选举产生新一届纪律检查委员会委员37名，同时改称中国共产党湖北省纪律检查委员会，明确为省级党政领导班子之一。

## 机构设置
内设机构
直属事业单位
- 信息中心
- 花山基地工作办公室

## 历届组成人员
第四届
- 任期：1983年12月－1988年12月
- 书记：胡恒山（1985年12月卸任） → 赵富林 → 丁凤英（1987年11月任）
- 副书记：丁凤英（1987年11月卸任）、韩银柱（1987年11月卸任）、田清波（1987年11月卸任）、李学文（1985年12月任）、孙盈海（1985年12月任）、王崇文（1987年10月任）、高国彬（1987年10月任）

第五届
- 任期：1988年12月－1993年12月
- 书记：丁凤英
- 副书记：王崇文（1993年7月卸任）、高国彬、郝国道（1993年7月任）

第六届
- 任期：1993年12月－1998年11月
- 书记：丁凤英 → 罗清泉（1998年3月任）
- 副书记：郝国道、王宗濡、柳亚东、罗清泉（1996年3月任）、刘彬（1996年3月任）

第七届
- 任期：1998年11月－2002年6月
- 书记：罗清泉 → 黄远志（1999年2月任）
- 副书记：刘彬

第八届
- 任期：2002年6月－2007年6月
- 书记：黄远志 → 宋育英（2006年3月任）
- 副书记：翁绍许、刘彬、陈绪国、乔余堂

第九届
- 任期：2007年6月－2012年6月
- 书记：宋育英 → 黄先耀（2008年3月任）
- 副书记：陈绪国、余幼明、吴琦、吴志峰

第十届
- 任期：2012年6月－2017年6月
- 书记：侯长安[3]
- 副书记：吴琦、吴志峰（2015年9月卸任）、陈洪波、肖习平、张依涛（2015年9月任[4]）

第十一届
- 任期：2017年6月－2022年6月
- 书记：王立山[5] → 侯淅珉（2021年5月任）
- 副书记：张忠凯、肖习平、龚举文（2020年7月卸任）、李莹

第十二届
- 任期：2022年6月－
- 书记：侯淅珉[6]
- 副书记：董平1968年、李　莹、艾　军、段 勇